# آلیس در سرزمین عجایب (فیلم ۱۹۹۵)
آلیس در سرزمین عجایب (انگلیسی: Alice in Wonderland) فیلمی در ژانر فانتزی و ماجراجویی است که در سال ۱۹۹۵ منتشر شد.